# Langjökull

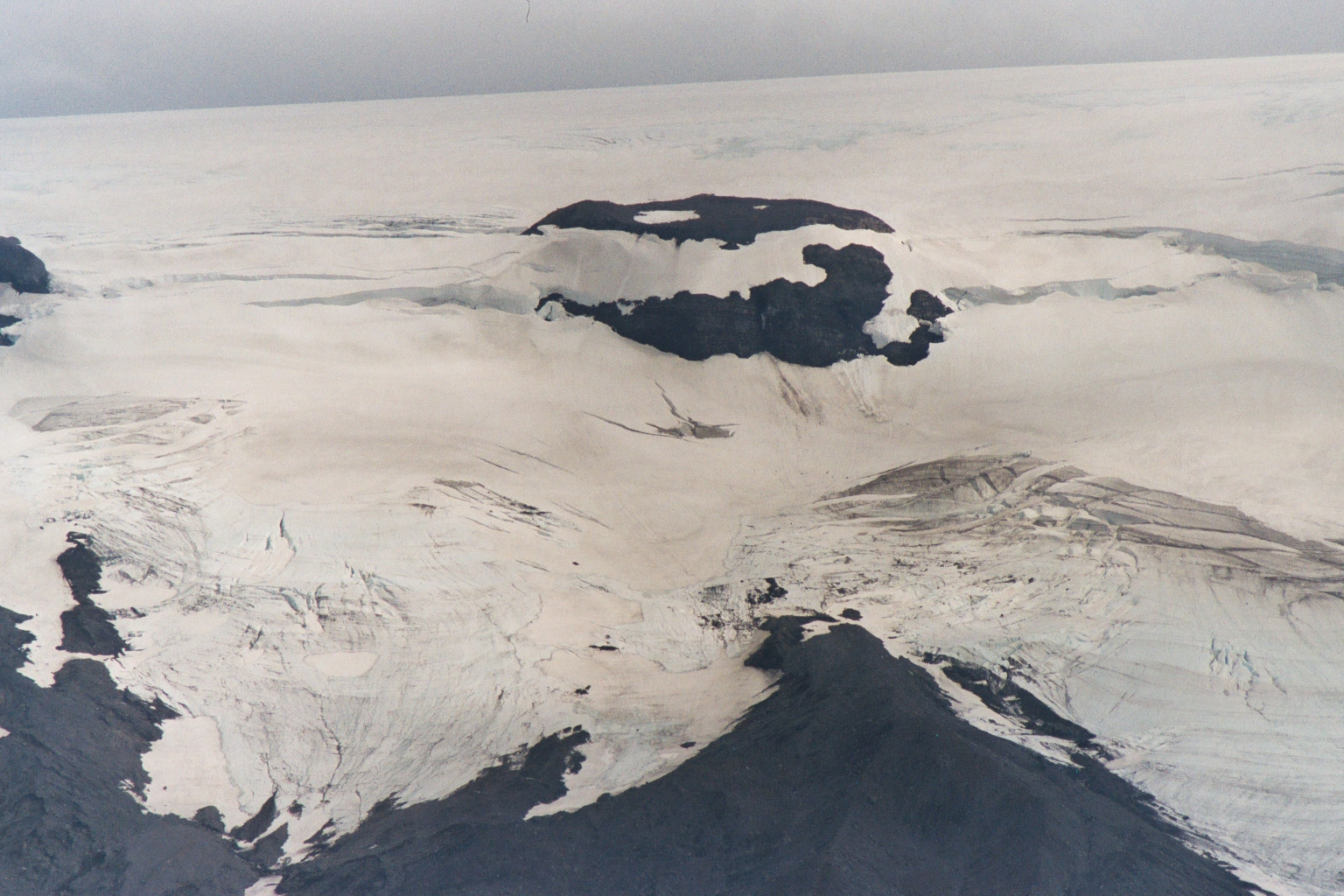
Þórisjökull en el fondo y parte de Langjökull.

Langjökull es, tras el Vatnajökull, el segundo de los glaciares por tamaño de Islandia (1.021 km² en el pasado, ahora 925). Se encuentra al oeste del interior islandés o Tierras Altas de Islandia y puede verse claramente desde Haukadalur. Su pico más alto alcanza 1.360 m s. n. m. Se encuentra en las regiones de Vesturland y de Suðurland, al occidente de la isla. 

## Descripción
Se encuentra en el oeste del país y su superficie abarca 925 km² (2006), mientras que estuvo en 950 en 1989. Su volumen es de 195 km³, el hielo llega a tener 580 m de espesor y el glaciar yace sobre alturas entre 1450 m y 400 m s. n. m.
El glaciar alcanzó su mayor dimensión en 1840.
El glaciar sigue más o menos la dirección de la zona volcánica activa en Islandia, (véase vulcanismo en Islandia) lo que significa que está dirigido norte-este a suroeste, y tiene un punto estrecho entre el lago Hvítárvatn en la carretera de la tierra alta de Kjölur al este y el valle glaciar Þrístapajökull al oeste en dirección de otro pequeño glaciar,  el Eiríksjökull, que no está conectado con el Langjökull.
Algunas montañas y cordilleras forman parte del glaciar como por ejemplo Jarlhettur (traducido el "Sombrero del conde") al lado oriental de Langjökull, una cordillera palagonítica que tiene su origen en una erupción de fisura bajo un glaciar durante la Edad de Hielo.
La montaña Skríðufell (1.235 m) se encuentra entre los glaciares de salida Norðurjökull y Suðurjökull y dominando el lago Hvítárvatn. Otras montañas importantes en el lado oriental de Langjökull son Fjallkirkja (1.177 m), Þursaborg (1.290 m ) y Péturshorn (1.370 m).
Un poco al este de Fjallkirkja está la cabaña de la Sociedad de Investigación de glaciares islandesa (Jöklarannsóknarfélag), una sociedad que incluye a científicos así como a aficionados interesados.

### El glaciar
- Gwenn E. Flowers, Helgi Björnsson, Áslaug Geirsdóttir,  Gifford H. Miller and Garry K.C. Clark:Glacier fluctuation and inferred climatology of Langjokull through the little Ice Age. in: Quaterny Science Reviews, Vol. 26, 2007 (enlace roto disponible en Internet Archive; véase el historial, la primera versión y la última).
- Orkuþing 2006:  Áhrif loftslagsbreytingar á stærð of afrennsli Langjökuls, Hofsjökuls og suður Vatnajökuls, icel. (enlace roto disponible en Internet Archive; véase el historial, la primera versión y la última).
- Jöklarrannsóknarfélag - Glacier Research Society, icel.

### Vulcanismo bajo su superficie
- Programa de vulcanismo global en  Langjökull Archivado el 22 de octubre de 2020 en Wayback Machine.
- Erdbebenüberwachung am Langjökull
- Sveinn Jakobson u.a., Volcanic systems and segmentation of the plate boundaries in S-W-Iceland

### Deportes
- Esquiando en el glaciar